# Kat Bjelland
Katherine "Kat" Lynne Bjelland (Salem, 9 de dezembro de 1963) é uma cantora e guitarrista norte americana. Bjelland tornou-se conhecida como vocalista e guitarrista da banda de Babes in Toyland, que se formou em Minneapolis, Minnesota, em 1987 e foi mais tarde associada com o movimento grunge. Bjelland também havia participado de projetos musicais anteriores, incluindo uma banda chamada The Venarays, bem como outra chamada Pagan Babies, que continha Courtney Love na formação.
Babes in Toyland foi oficialmente extinto em 2001, depois de lançar três álbuns de estúdio e Bjelland trabalhou em vários projetos antes de formar o Katastrophy Wife, lançando dois álbuns de estúdio. Em 2015, Bjelland se reuniu com o Babes em Toyland e começaram a tocar em shows ao vivo.

## Primeiros anos
Kat Bjelland nasceu em Salem, Oregon, e cresceu perto de Woodburn. Sua mãe era Lynne Irene Higginbotham; seu pai era Lyle Bjelland. Seus pais se divorciaram quando ela era jovem, e ela se referiu à sua madrasta anos mais tarde como "abusiva", o que teve um grande efeito em sua vida. No documentário Not Bad For a Girl (1995), Bjelland revelou:
"Sabe, eu realmente não gosto de falar sobre isso porque ela é ótima agora, mas na minha infância ela era muito abusiva, o que provavelmente influenciou a minha criatividade. Sempre me colocavam de castigo. Eu odeio falar sobre isso porque eu acho que ela não pensa que realmente fez isso, mas ela era [abusiva] e isso me afetou muito."
Bjelland também afirmou apanhar de sua mãe, e que esta constantemente a mandava "calar a boca" e que ela não a permitia de falar,  o que resultou em sua natureza franca conforme ela se tornou uma adulta.
Ela estudou em Woodburn High School, onde ela era uma aluna popular e líder de torcida. Durante a adolescência, Bjelland começou a se interessar em música. Seu tio, David Higginbotham, a ensinou a tocar a guitarra. Sua primeira apresentação foi em um pequeno bar em Woodburn, chamado Flight 99, com uma banda chamada The Neurotics.

## Carreira musical

### Primeiras bandas (1982-1987)
Pouco tempo depois de se formar no ensino médio em 1982, Kat se mudou para Portland, e aos 19 anos, comprou sua primeira guitarra, uma Rickenbacker 425, de uma loja local por 200 dólares, que ela usou durante sua carreira inteira e continua usando até hoje em dia.
Em Portland, Bjelland formou suas primeiras bandas. A primeira, The Neurotics, formada por seu tio (guitarra), Marty Wyman (vocais), Dave Hummel (bateria) e Laura Robertson (baixo) e logo em seguida uma banda chamada The Venarays, que ela descreveu como "rock com uma pegada dos anos 60".
Depois de sair do The Venarays, Kat conheceu Courtney Love. Elas então criaram uma banda, Sugar Babydoll, com Jennifer Finch como baixista. Love mais tarde formaria sua banda, Hole, e Finch seria parte do L7. Em 1985, elas formariam outra banda, Pagan Babies. Quando Love saiu da banda, Bjelland decidiu criar o Babes in Toyland.

### Babes in Toyland (1987-2001)
Em 1986, Bjelland se mudou de Portland para Minneapolis, onde ela formou o Babes in Toyland. Kat conheceu Lori Barbero em um churrasco pouco tempo depois de se mudar e a convenceu a tocar bateria. As duas logo conheceram Michelle Leon, e a banda foi formada. Courtney Love tocou baixo na banda por algumas semanas antes de ser expulsa.
O primeiro single da banda, "Dust Cake Boy" b/w "Spit To See The Shine" logo tornou-se um hit. Após fazerem turnê na Europa com Sonic Youth, a banda gravou seu primeiro álbum, Spanking Machine, em 1990. Michelle Leon, a baixista da banda na época, deixou o grupo devido a morte de seu namorado, o roadie Joe Cole, que foi assassinado após um assalto. Ela foi substituída então por Maureen Herman.
O segundo álbum da banda, Fontanelle, foi lançado em 1992. A carreira do Babes in Toyland logo alcançou sucesso após um show no Lollapalooza em 1993.
Em 1993, Bjelland começou outra banda, Crunt, com o até então marido Stuart Grey, também conhecido como Stu Spasm, da banda Lubricated Goat. Nela, ela tocava baixo. Bjelland também ajudou na composição da música "I Think That I Would Die", do Hole, a banda de Courtney Love, em 1994, do álbum Live Through This.
Em janeiro de 1995, Bjelland e Stuart Grey se divorciaram e o Crunt acabou. Ela logo voltou a se focar no Babes in Toyland, e a banda lançou seu terceiro e último álbum, Nemesisters no mesmo ano. Em 2001, foi anunciado o fim da banda.

### Katastrophy Wife (2001-2014)
Em 2000, Kat criou uma banda chamada Katastrophy Wife. Até então, a banda lançou dois álbuns: Amusia (2001) e All Kneel (2004). Um single, Heart On, foi lançado em abril de 2007. O single seria parte de um terceiro álbum, Pregnant, que até o momento não foi lançado.
Em 2002, ela produziu o álbum The Seven Year Itch da banda Angelica.
Em uma atualização do site da banda, Kat afirmou: "Katastrophy Wife teve até então algumas encarnações mas a partir de agora eu só irei reencarnar eu mesma".

### Retorno do Babes in Toyland (2014-presente)
Em 2014, Bjelland reuniu-se com as ex-companheiras de banda Maureen Herman e Lori Barbero e começou a preparar um novo material. Em fevereiro de 2015, a banda tocou seu primeiro show ao vivo juntas em catorze anos em Joshua Tree (Califórnia) e realizou mais shows em uma turnê internacional em 2015.

## Vida pessoal
Bjelland foi casada e divorciada duas vezes e em 1999 teve um filho, Henry, com seu segundo marido. Em 2007, foi noticiado que ela tinha tido um caso de esquizofrenia e recebido tratamento. Bjelland comentou: "eu estava lidando com múltiplas personalidades e em alguns dias eu não sabia onde estava ou quem eu era".
Em abril de 1994, quando Kurt Cobain cometeu suicídio, Bjelland voou imediatamente para Seattle para apoiar a viúva do músico, sua até então melhor amiga Courtney Love. Em 2010, Kat participou do episódio do programa Behind the Music sobre Love, que disse: "a melhor coisa que já aconteceu comigo, de certa forma, foi Kat".

## Discografia

### Álbums
Babes in Toyland
- Spanking Machine (1990)
- To Mother (1991)
- The Peel Sessions (1992)
- Fontanelle (1992)
- Painkillers (1993)
- Dystopia (1994)
- Nemesisters (1995)
- Lived (2000)
- Devil (2000)
- Viled (2000)
- Natural Babe Killers (2000)
- Minneapolism (2001)
- The Best of Babes In Toyland and Kat Bjelland (2004/2005)

Crunt
- Crunt (1994)

Katastrophy Wife
- Amusia (2001)
- All Kneel (2004)

### Singles
Babes In Toyland
- "Dust Cake Boy" (1989)
- "House" (1990)
- "Handsome and Gretel" (1991)
- "Bruise Violet" (1991)
- "Catatonic" (1993)
- "Sweet '69" (1995)
- "We Are Family" (1995)

Crunt
- "Swine" (1994)

Katastrophy Wife
- "Gone Away" (2001)
- "Liberty Belle" (2003)
- "Money Shot" (2003)
- "Blue Valiant" (2004)
- "Heart-On" (2007)